# Veronica traversii
Veronica traversii är en grobladsväxtart som beskrevs av Joseph Dalton Hooker. Veronica traversii ingår i släktet veronikor, och familjen grobladsväxter. Inga underarter finns listade i Catalogue of Life.